# Acheiropoieter

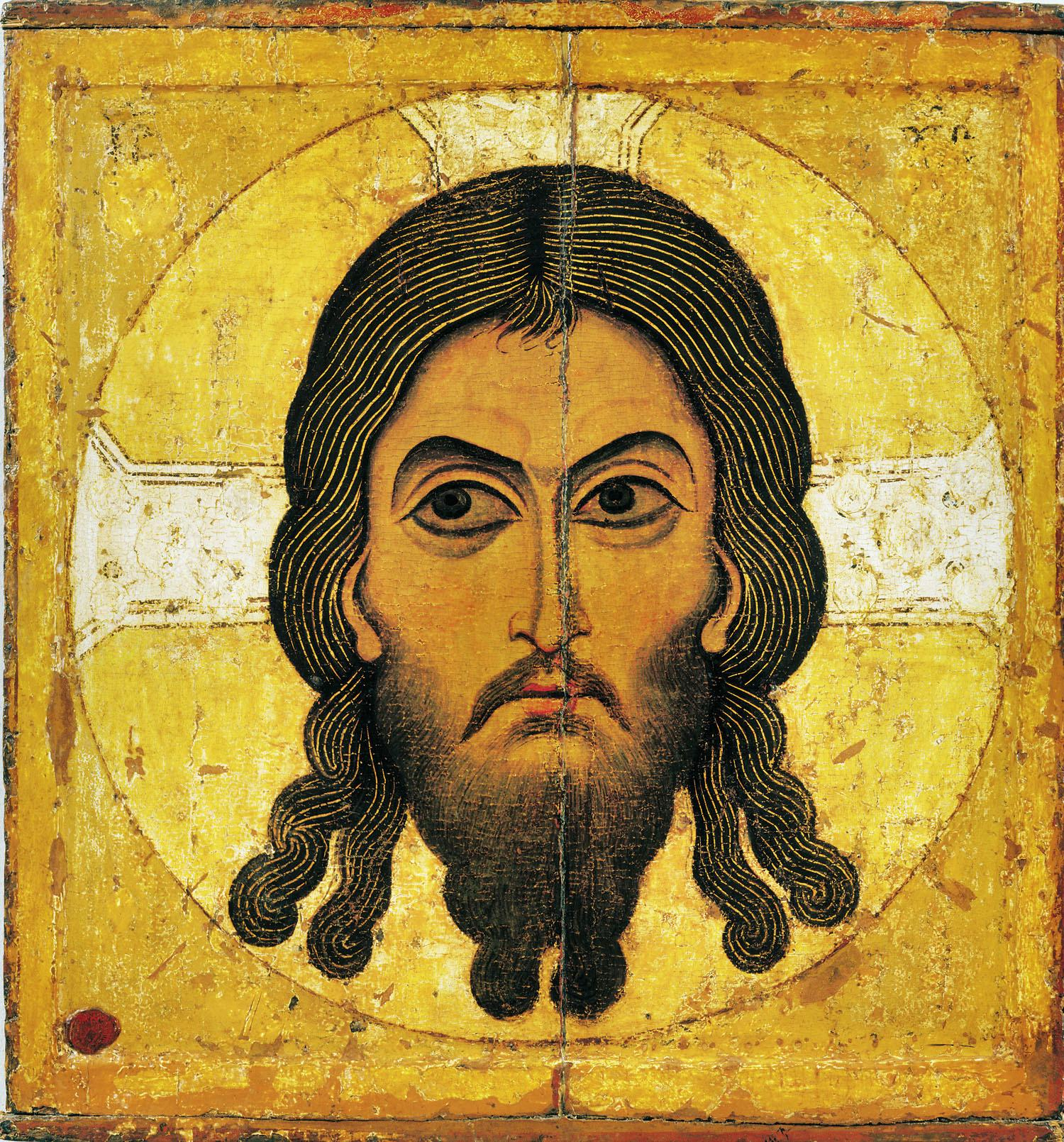
Christos Acheiropoietos, ikon från 1100-talet.

Acheiropoeter (Acheiropoieton, i plural acheiropoieta), (grek. "inte skapad av människohand") är en helig, såväl hednisk som kristen, bild som man tror har skapats utan mänsklig medverkan, det vill säga genom ett under.

## Kristen ikonografi
Bilderna av Kristus är många, men det existerar endast några få grundtyper. Ikontraditionen hänvisar till en Kristi urbild, ett mirakulöst avtryck av hans ansikte på en duk. Denna Christos Acheiropoietos kom att få högst status av alla, eftersom dess original inte bara hölls för att vara en sann bild av Frälsaren, utan även därför att duken ansågs vara bärare av gudomlig närvaro. Genom Christos Acheiropoietos och dess närmaste efterföljare har en bestämd uppfattning om Kristi utseende förmedlats, vilken har blivit normerande inom kristusikonografin. Motivet kallas idag Mandylion.
Legenden berättar om en målare som av sin kejsare fått i uppdrag att måla av Jesus. Målaren gjorde många försök men lyckades aldrig fånga anletsdragen. Då tog Jesus duken och tryckte den mot sitt ansikte och genast fans hans bild på duken. På hemvägen övernattade målaren i ett tegelbruk. Då han var rädd att bilden skulle stjälas under natten gömde han den mellan några tegelstenar. På morgonen fanns bilden inte enbart på duken utan också på stenarna, vilket anges som en förklaring till det rödbruna färgvalet som alltid förekommer på denna ikon.